# Новий Бит (Ленінградська область)
Но́вий Бит (рос. Новый Быт) — селище в Кіровському районі Ленінградської області, Росія.